# Саммит G-20 в Ханчжоу (2016)
Китайский саммит G-20, 11-й саммит лидеров стран «Группы 20», который прошёл 4—5 сентября 2016 года в городе Ханчжоу — столице провинции Чжэцзян, КНР. Это одиннадцатая встреча G20 и первая, прошедшая в Китае.

### Участники саммита G20
| Большая индустриальная двадцатка Страна-хозяйка и её лидер выделены жирным шрифтом. | Большая индустриальная двадцатка Страна-хозяйка и её лидер выделены жирным шрифтом. | Представитель                | Должность                                       |
| ----------------------------------------------------------------------------------- | ----------------------------------------------------------------------------------- | ---------------------------- | ----------------------------------------------- |
| Австралия                                                                           | Австралия                                                                           | Малкольм Тернбулл            | Премьер-министр Австралии                       |
| Аргентина                                                                           | Аргентина                                                                           | Маурисио Макри               | Президент Аргентины                             |
| Бразилия                                                                            | Бразилия                                                                            | Мишел Темер                  | Президент Бразилии                              |
| Великобритания                                                                      | Великобритания                                                                      | Тереза Мэй                   | Премьер-министр Великобритании                  |
| Германия                                                                            | Германия                                                                            | Ангела Меркель               | Федеральный канцлер Германии                    |
| Индия                                                                               | Индия                                                                               | Нарендра Моди                | Премьер-министр Индии                           |
| Индонезия                                                                           | Индонезия                                                                           | Джоко Видодо                 | Президент Индонезии                             |
| Италия                                                                              | Италия                                                                              | Маттео Ренци                 | Председатель совета министров Италии            |
| Канада                                                                              | Канада                                                                              | Джастин Трюдо                | Премьер-министр Канады                          |
| Китай                                                                               | КНР                                                                                 | Си Цзиньпин                  | Председатель КНР                                |
| Мексика                                                                             | Мексика                                                                             | Энрике Пенья Ньето           | Президент Мексики                               |
| Россия                                                                              | Россия                                                                              | Владимир Путин               | Президент России                                |
| Саудовская Аравия                                                                   | Саудовская Аравия                                                                   | Мухаммед ибн Салман Аль Сауд | заместитель наследного принца Саудовской Аравии |
| Соединённые Штаты Америки                                                           | США                                                                                 | Барак Обама                  | Президент США                                   |
| Турция                                                                              | Турция                                                                              | Реджеп Тайип Эрдоган         | Президент Турции                                |
| Франция                                                                             | Франция                                                                             | Франсуа Олланд               | Президент Франции                               |
| Южно-Африканская Республика                                                         | ЮАР                                                                                 | Джейкоб Зума                 | Президент ЮАР                                   |
| Республика Корея                                                                    | Южная Корея                                                                         | Пак Кын Хе                   | Президент Южной Кореи                           |
| Япония                                                                              | Япония                                                                              | Синдзо Абэ                   | Премьер-министр Японии                          |
| Европейский союз                                                                    | Европейская комиссия                                                                | Жан-Клод Юнкер               | Председатель Европейской комиссии               |
| Европейский союз                                                                    | Европейский совет                                                                   | Дональд Туск                 | Председатель Европейского совета                |

### Приглашённые государства
| Страна    | Страна    | Представитель                          | Должность                                       |
| --------- | --------- | -------------------------------------- | ----------------------------------------------- |
| Чад       | Чад       | Идрис Деби                             | Президент Чада, председатель Африканского союза |
| Египет    | Египет    | Абдул-Фаттах Саид Хусейн Халил Ас-Сиси | Президент Египта                                |
| Казахстан | Казахстан | Нурсултан Назарбаев                    | Президент Казахстана                            |
| Лаос      | Лаос      | Буннянг Ворачит                        | Президент Лаоса                                 |
| Испания   | Испания   | Мариано Рахой                          | Председатель правительства Испании              |
| Сенегал   | Сенегал   | Маки Саль                              | Президент Республики Сенегал                    |
| Сингапур  | Сингапур  | Ли Сяньлун                             | Премьер-министр Сингапура                       |
| Таиланд   | Таиланд   | Прают Чан-Оча                          | Премьер-министр Таиланда                        |